# Vysoká, Sabinov
Vysoká este o comună slovacă, aflată în districtul Sabinov din regiunea Prešov. Localitatea se află la altitudinea de 348 m deasupra n.m., se întinde pe o suprafață de 6,86 km2 și în 2017 număra 127 de locuitori.

## Istoric
Localitatea Vysoká este atestată documentar din 1278.

## Demografie
| An:                | 1994 | 2004    | 2014    | 2024    |
| ------------------ | ---- | ------- | ------- | ------- |
| Număr de persoane: | 177  | 150     | 134     | 115     |
| Diferență:         |      | −15,25% | −10,66% | −14,17% |

| An:                | 2023 | 2024   |
| ------------------ | ---- | ------ |
| Număr de persoane: | 117  | 115    |
| Diferență:         |      | −1,70% |